# Igreja de São Sulpício

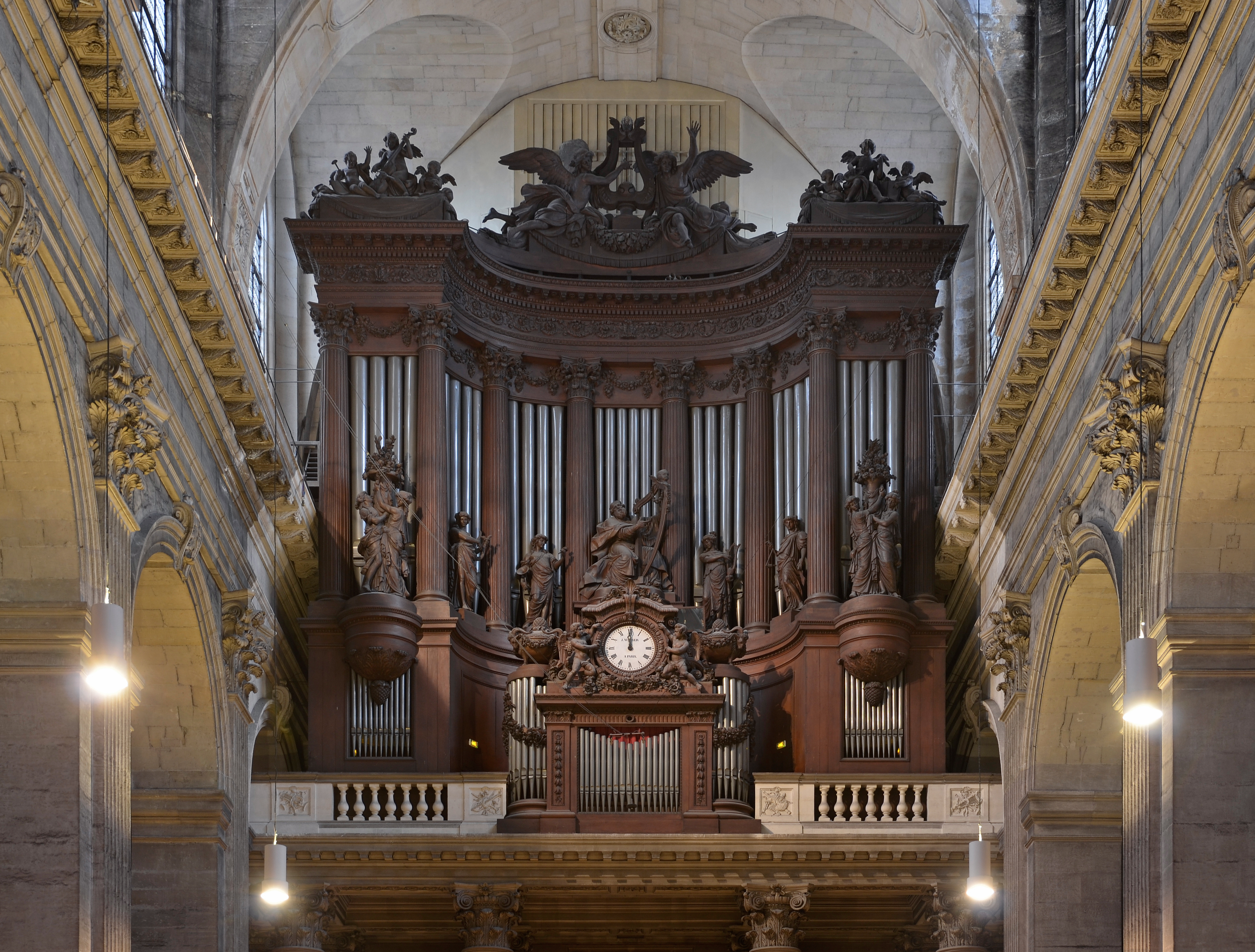
Igreja de Saint-Sulpice, Paris: aspecto do órgão.

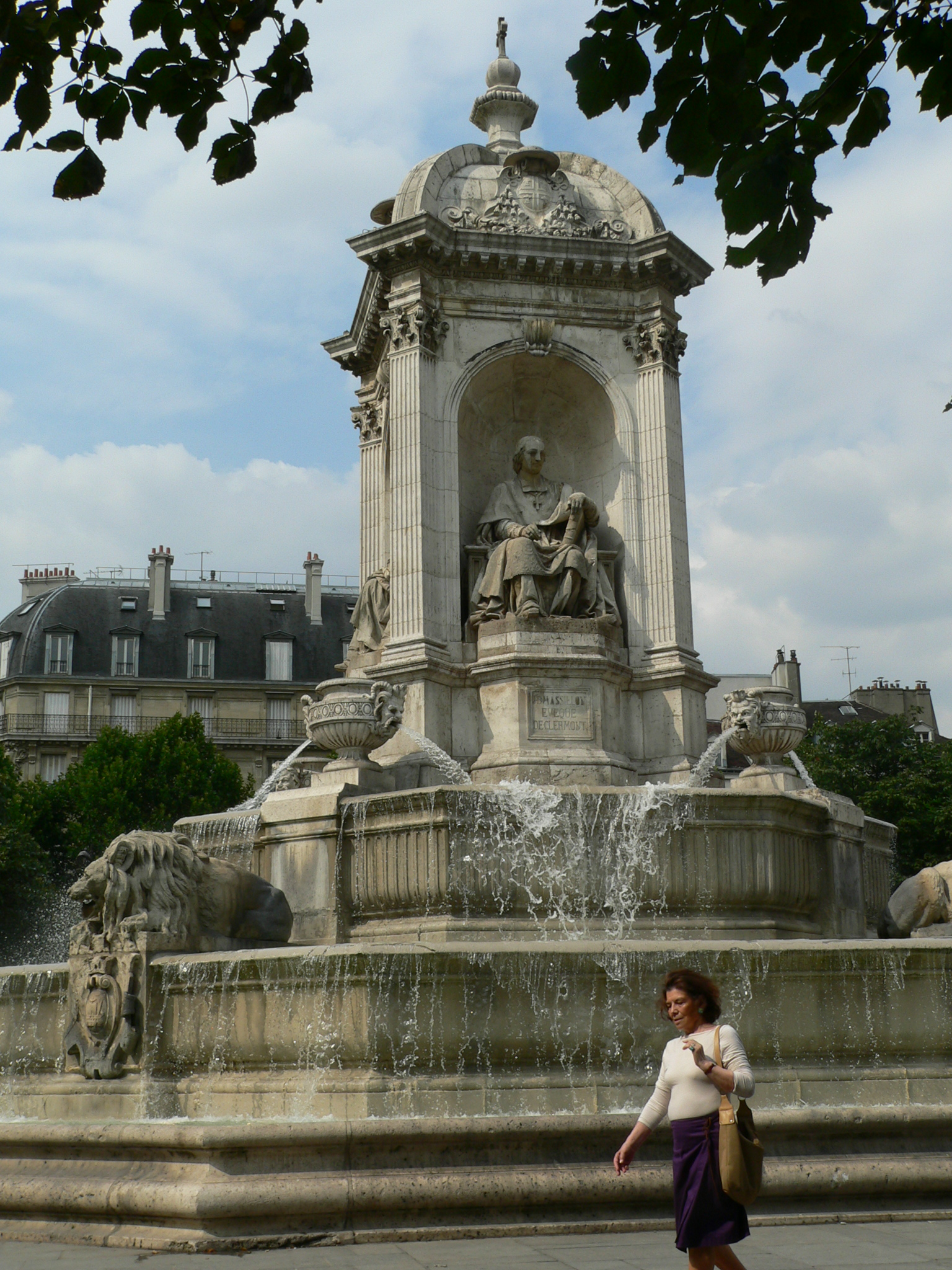
A fonte de Saint-Sulpice, Paris.

A Igreja de São Sulpício (em francês Église Saint-Sulpice), localiza-se na praça de São Sulpício, em Paris, na França, sendo consagrada a São Sulpício, o "Piedoso". Edifício histórico, constitui-se na segunda igreja mais alta da cidade.

## História
A atual igreja foi edificada sobre os alicerces de um antigo templo românico do século XIII, que sofreu sucessivas ampliações até 1631.
Em 1646 o sacerdote parisiense Jean-Jacques Olier foi encarregado da construção de um novo edifício, cujas obras se estenderam por mais de um século. O resultado foi um edifício simples, de duas plantas, com a fachada oeste formada por duas fileiras de elegantes colunas. A harmonia do conjunto é rompida apenas pelas torres das extremidades, que não são iguais.
As grandes janelas enchem o interior do templo de luz. Nele se destacam ainda um par de pias para água benta em forma de conchas junto à entrada, que foram um presente da República de Veneza para o rei Francisco I de França. A base de pedra dessas pias foi feita por Jean-Baptiste Pigalle.
Há ainda dois trabalhos de Eugène Delacroix na igreja, mais precisamente na capela lateral à direita da entrada: "Jacó lutando com o anjo", e "Heliodoro expulso do templo".

## O Gnômon de São Sulpício
Uma das particularidades desta igreja é o seu gnômon, uma coluna que marca a hora do dia projetando a sua sombra no solo. Languet de Gercy (o sacerdote de São Sulpício) precisava de um sistema para controlar os equinócios e poder predizer qual era a data da Páscoa, e encarregou dessa tarefa o astrônomo e relojoeiro inglês Henry Sully. Este, por sua vez, construiu uma linha de latão no chão, paralela aos meridianos da Terra, que se estende até um obelisco de mármore na parede (com data de 1743) e se ergue onze metros acima do chão junto à parede. Ao mesmo tempo, foi instalado junto a uma janela, um sistema de lentes; assim, ao meio-dia do solstício de Inverno (21 de dezembro), a luz do sol passa pela janela incidindo sobre a linha de latão até ao obelisco, e nos equinócios (21 de março e 21 de setembro), ao meio-dia, a luz bate em um prato oval de cobre diante do altar. Devido a essas características, por servirem para realizar medições científicas, a igreja foi salva de ter sido destruída à época da Revolução Francesa.
O meridiano de Saint-Sulpice, não deve ser confundido com o meridiano de Paris.

## O órgão
Em São Sulpício são celebrados regularmente concertos de órgão, utilizando-se o seu antigo instrumento, construído em 1862 por Aristide Cavaille-Coll e que tem 6.778 tubos. Um dos mais renomados organistas da igreja foi Charles-Marie Widor, que ocupou este posto aos vinte e seis anos, portanto, muito jovem.

## A praça de São Sulpício
A igreja está diante da praça de São Suplicio, construída na segunda metade do século XVIII; cabe destacar a fonte dos quatro pregadores de bronze, trabalho de Joachim Visconti (1844), e as castanheiras de flores rosas, além do Café de la Mairie, famoso por haver aparecido em numerosos filmes franceses.

## Representações na cultura
A Linha da Rosa do seu gnómon tem destaque na obra "O Código da Vinci", de Dan Brown.